# Castro Barbosa
Joaquim Silvério de Castro Barbosa, mais conhecido simplesmente como Castro Barbosa (Sabará, 7 de maio de 1909 - Rio de Janeiro, 20 de abril de 1975) foi um cantor, ator, compositor e humorista brasileiro.

## Biografia
Irmão do cantor Luiz Barbosa e do humorista e cantor Barbosa Júnior, Castro Barbosa nasceu no interior de Minas Gerais, filho de um engenheiro que participara da construção da antiga estrada Rio–São Paulo. Ainda durante a infância de Joaquim Silvério, a família veio morar no Rio de Janeiro, então Capital Federal. Em 1924, Castro Barbosa passou a cursar uma escola comercial, onde se formaria guarda-livros (contabilidade). De 1926 a 1928 trabalhou na "Livraria Braga & Cia", mas após sofrer um acidente ferroviário em Teresópolis, passou alguns meses inativo e depois ingressou na companhia de navegação "Lóide Brasileiro".

### Cantor
Em 1930, trabalhando no Lloyd, conheceu João Athos, um cantor, que escutando-o cantarolar, interessou-se pela sua voz e o indicou para um teste na Rádio Educadora (PRB-7),  onde foi apresentado ao também cantor Almirante, que o convidou a participar de seu programa. Na emissora, foi travando conhecimento com os grandes artistas da época, dentre os quais Noel Rosa, Custódio Mesquita, Nonô e Francisco Alves. Teve sua grande oportunidade no famoso "Programa Casé", apresentado por Ademar Casé. Convidado pelo compositor André Filho, gravou seu primeiro disco em fevereiro de 1931, com a marcha "Uvinha", de André Filho, e o samba "Tu hás de sentir", de Heitor dos Prazeres. Gravou também o samba "Tá de mona" (Maércio e Mazinho), com o Bando da Lua.
Em dezembro daquele mesmo ano voltaria ao estúdio, desta vez para realizar uma das gravações mais importantes da história da música brasileira: "O teu cabelo não nega", de Lamartine Babo e Irmãos Valença. A marcha se tornaria em 1932 o maior sucesso de carnaval de todos os tempos e a gravação venderia 15 mil cópias.[carece de fontes?]
Pouco depois, foi incentivado pelo cantor e compositor Paulo Neto de Freitas a tentar contatos com a gravadora RCA Victor. Paulo Neto apresentou o cantor ao violonista Rogério Guimarães, então diretor-artístico dessa gravadora que o aprovou. Por essa época, conheceu João de Freitas Ferreira, que atuava com o pseudônimo de "Jonjoca". Em uma festa na casa do cantor Jorge Fernandes, os dois fizeram duetos de brincadeira, com Castro imitando a voz de Francisco Alves, então o cantor de maior sucesso no Brasil. A partir de então formaram uma dupla, "Jonjoca e Castro Barbosa", para concorrer com Mário Reis e Francisco Alves, que gravou muitas músicas de sucesso. O primeiro disco da dupla trazia os sambas "Sinto falta de você" e "A cana está dura", de autoria de Jonjoca. Levado por Paulo Neto para a gravadora RCA-Victor, foi apresentado ao diretor artístico Rogério Guimarães. A dupla realizou mais de 20 gravações até 1933.

### Humorista
Castro Barbosa gravaria inúmeras canções de sucesso até 1954 (83 discos de 78 RPM e 150 músicas), mas em 1937 foi convidado por Renato Murce para substituir o ator Artur de Oliveira no "Programa Palmolive", da Rádio Nacional, atuando como cantor e humorista ao lado de Dircinha Batista e Jorge Murad. Foi a partir dali que a sua atuação como "speaker" e humorista passaria a sobrepujar a carreira de cantor.
Foi convidado por Lauro Borges em 1939 para fazer juntamente com ele um programa humorístico, "PRV-8 Rádio X", com poucas edições. Seria o embrião de uma nova atração, "PRK-20 Zoio d'Água - 200 velocipe na antônia e 500 kilovate na onda", quadro do programa "Sorriso Colgate", que durou de outubro de 1942 a setembro de 1944 na Rádio Club. Castro Barbosa adotou então o pseudônimo de "Vasco Ferreira" e dividia o microfone com Lauro e também Renato Murce, Jorge Murad e Del Mundo. As participações dos demais atores logo cessou e restou apenas a dupla Lauro e Castro.
Às 21 horas do dia 19 de outubro de 1944 estreou pela Rádio Mayrink Veiga "PRK-30". No entanto, Castro Barbosa não participou das primeiras irradiações, com o ator Pinto Filho em seu lugar. Foi somente a partir da 25ª apresentação, em 16 de abril de 1945, que Castro Barbosa, sem mais usar o pseudônimo de Vasco Ferreira, passou a interpretar "Megatério Nababo de Alicerce". Em 27 de setembro de 1946, PRK-30 passou a ser transmitido pela Rádio Nacional. A partir de então, o humorístico seria uma das maiores e mais populares atrações da emissora.
Seriam muitos anos de absoluto sucesso, com PRK-30 sendo irradiado também de São Paulo (1951). O programa também passou para a televisão, com igual sucesso, pelas TVs Paulista e Rio.
Castro Barbosa aposentou-se em 1968, após a morte de Lauro Borges, e morreu em 1975, vítima de um aneurisma no estômago. Deixou a viúva, Guilhermina Mendes, três filhos e cinco netos. Em sua homenagem, foi batizada com seu nome uma rua no bairro do Grajaú. Sua sobrinha neta Renata Castro Barbosa também é atriz.[carece de fontes?]